# Sudão do Sul nos Jogos Olímpicos
O Sudão do Sul é esperada para competir nos Jogos Olímpicos pela primeira vez nos Jogos 2016 no Rio de Janeiro.
Sudão do Sul era parte do Sudão até 2011, quando ele ganhou a independência depois de um referendo. O Sudão competiu nos Jogos Olímpicos desde 1960.
Guor Marial competiu como atleta olímpico independente nos Jogos 2012 em Londres, terminando em 47º na maratona dos homens. Considerado primeiro atleta sul-sudanês participa dos Jogos. Margret Rumat Rumar Hassan competiu como um atleta olímpico independente nos Jogos da Juventude 2014 em Nanquim (ou Nanjing), na República Popular da China. Depois de uma recomendação por seu conselho executivo, o COI admitiu o NOC na sua sessão de Kuala Lumpur por aclamação.
O Comitê Olímpico Nacional do Sudão do Sul foi criado em 8 de junho de 2015 e reconhecido pelo Comitê Olímpico Internacional na 128ª Sessão do Comitê Olímpico Internacional em 2 de agosto de 2015.

## Quadros de medalhas

### Medalhas por Jogos de Verão
| Edição              | Atletas                                           | Medalha de ouro                                   | Medalha de prata                                  | Medalha de bronze                                 | Total de medalhas                                 | Pos.                                              |
| ------------------- | ------------------------------------------------- | ------------------------------------------------- | ------------------------------------------------- | ------------------------------------------------- | ------------------------------------------------- | ------------------------------------------------- |
| 1960–2008           | Como parte do Sudão (SUD)                         | Como parte do Sudão (SUD)                         | Como parte do Sudão (SUD)                         | Como parte do Sudão (SUD)                         | Como parte do Sudão (SUD)                         | Como parte do Sudão (SUD)                         |
| 2012 Londres        | Como parte do IOA Atletas Olímpicos Independentes | Como parte do IOA Atletas Olímpicos Independentes | Como parte do IOA Atletas Olímpicos Independentes | Como parte do IOA Atletas Olímpicos Independentes | Como parte do IOA Atletas Olímpicos Independentes | Como parte do IOA Atletas Olímpicos Independentes |
| 2016 Rio de Janeiro | 3                                                 | 0                                                 | 0                                                 | 0                                                 | 0                                                 | —                                                 |
| 2020 Tóquio         | 2                                                 | 0                                                 | 0                                                 | 0                                                 | 0                                                 | —                                                 |
| 2024 Paris          | 14                                                | 0                                                 | 0                                                 | 0                                                 | 0                                                 | —                                                 |
| 2028 Los Angeles    |                                                   |                                                   |                                                   |                                                   |                                                   | —                                                 |
| 2032 Brisbane       |                                                   |                                                   |                                                   |                                                   |                                                   | —                                                 |
| Total               | Total                                             | 0                                                 | 0                                                 | 0                                                 | 0                                                 | —                                                 |